# دریاچه ارژن

دریاچهٔ اَرژَن از دریاچه‌های جنوب ایران واقع در دشت ارژن در استان فارس است. دریاچهٔ ارژن در فاصلهٔ ۶۰ کیلومتری شیراز و در مجاورت جادهٔ اصلی شیراز-کازرون قرار گرفته و بخشی از منطقهٔ حفاظت‌شدهٔ ارژن و پریشان می‌باشد. این دریاچه زیستگاه پرنده‌گان مهاجر می‌باشد.
وسعت این دریاچه کارستی نزدیک دو هزار هکتار و از دریاچه‌های آب شیرین ایران است. منطقهٔ گردشگاهی دریاچهٔ ارژن به دلیل استقرار در مسیر جادهٔ اصلی شیراز-کازرون نزدیکی با آثار تاریخی بیشاپور و غار شاپور و همچنین راه ارتباطی استان‌های خوزستان و بوشهر با شیراز، از اهمیت ویژه برخورداراست.
این دریاچه تالابی دارد که در میان آن قرار گرفته‌است و دارای ارزش اکولوژیکی می‌باشد و یکی از ذخیره‌گاه‌های زیست‌کره جهان محسوب می‌شود. این تالاب در گذشته‌ای نه چندان دور در شمار مناطق حفاظت‌شده ارژن و با عنوان پارک بین‌المللی ثبت شده‌است.

## نگارخانه

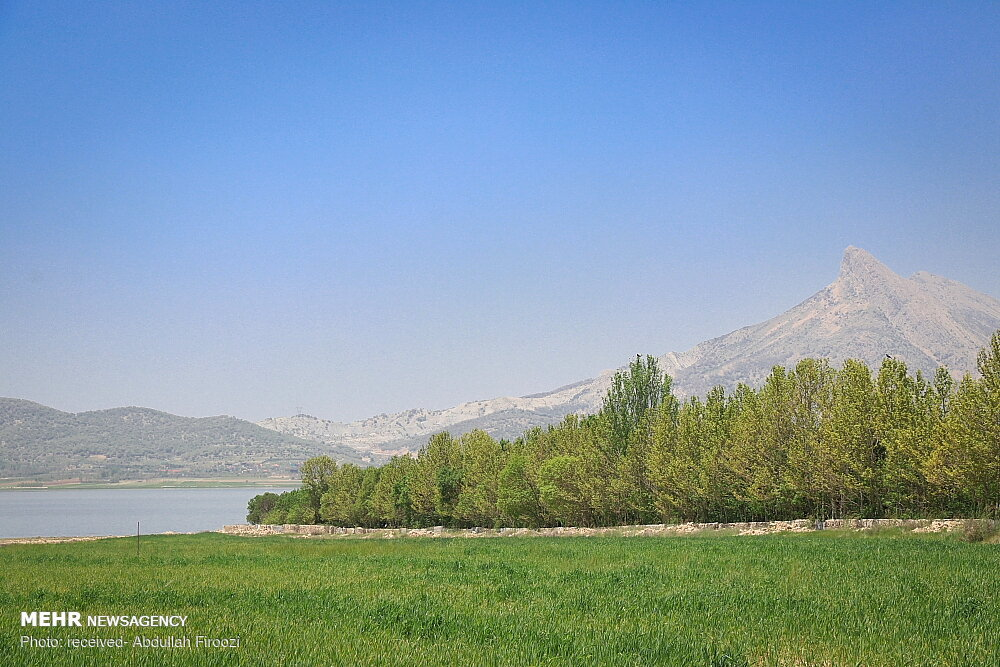
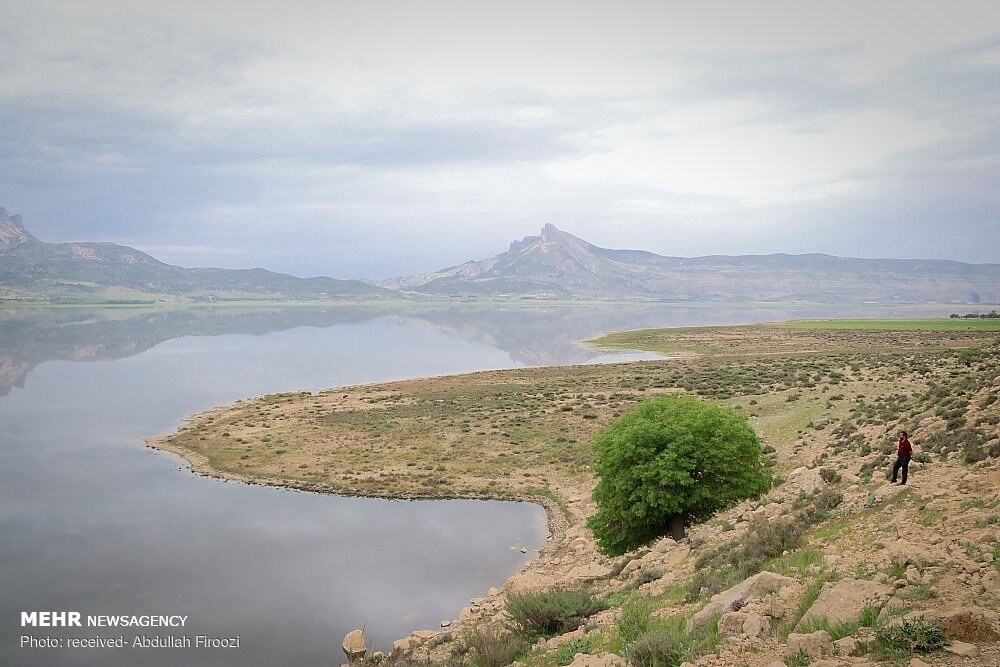
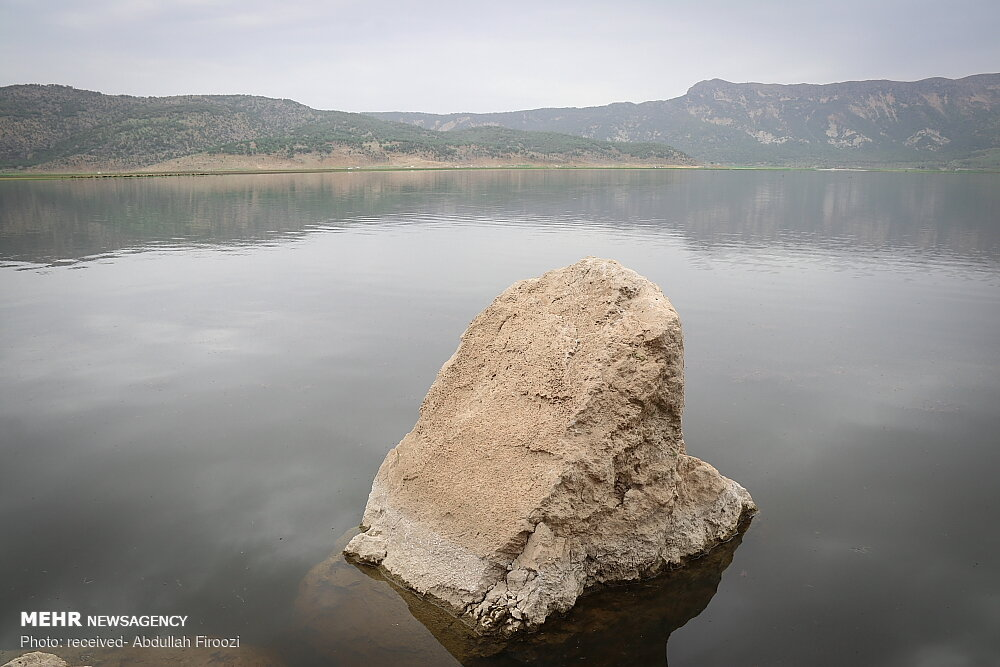